# Бой Корбетта и Фитцсиммонса
«Бой Корбетта и Фитцсиммонса» (англ. The Corbett-Fitzsimmons Fight) — американский документальный фильм режиссёра Энок Дж. Ректор.

## Сюжет
Фильм показывает полуторачасовой боксёрский поединок Джеймса Корбетта и Боба Фицсиммонса.

## В ролях
| Актёр            | Роль |
| ---------------- | ---- |
| Джеймс Корбетт   |      |
| Боб Фицсиммонс   |      |
| Билли Мэдден     |      |
| Джордж Сайлер    |      |
| Джон Л. Салливан |      |